# 丹尼斯·多尔蒂
丹尼斯·多尔蒂（Dennis A. Dougherty，1952年12月4日出生在宾夕法尼亚州哈里斯堡），美国化学家、加州理工学院乔治·格兰特·霍格化学教授。他用物理有机化学的方法来研究有生物重要性的系统。多尔蒂采用了不同的方法来促进对人类大脑的理解，包括以体内无意抑制法将非天然氨基酸结合到一种离子通道中来做结构和功能的研究。他的团队发展了静电模型来研究阳离子-π相互作用。多尔蒂1974年在巴克内尔大学获学士和硕士学位，1978年在普林斯顿大学获博士学位。1979年接入加州理工学院。1999年入选美国文理科学院，2009年入选美国国家科学院。